# Brancourt-en-Laonnois
Brancourt-en-Laonnois é uma comuna francesa na região administrativa de Altos da França, no departamento de Aisne. Estende-se por uma área de 6,56 km². Em 2010 a comuna tinha 722 habitantes (densidade: 110,1 hab./km²).